# Société Tunisienne d’Industrie Automobile

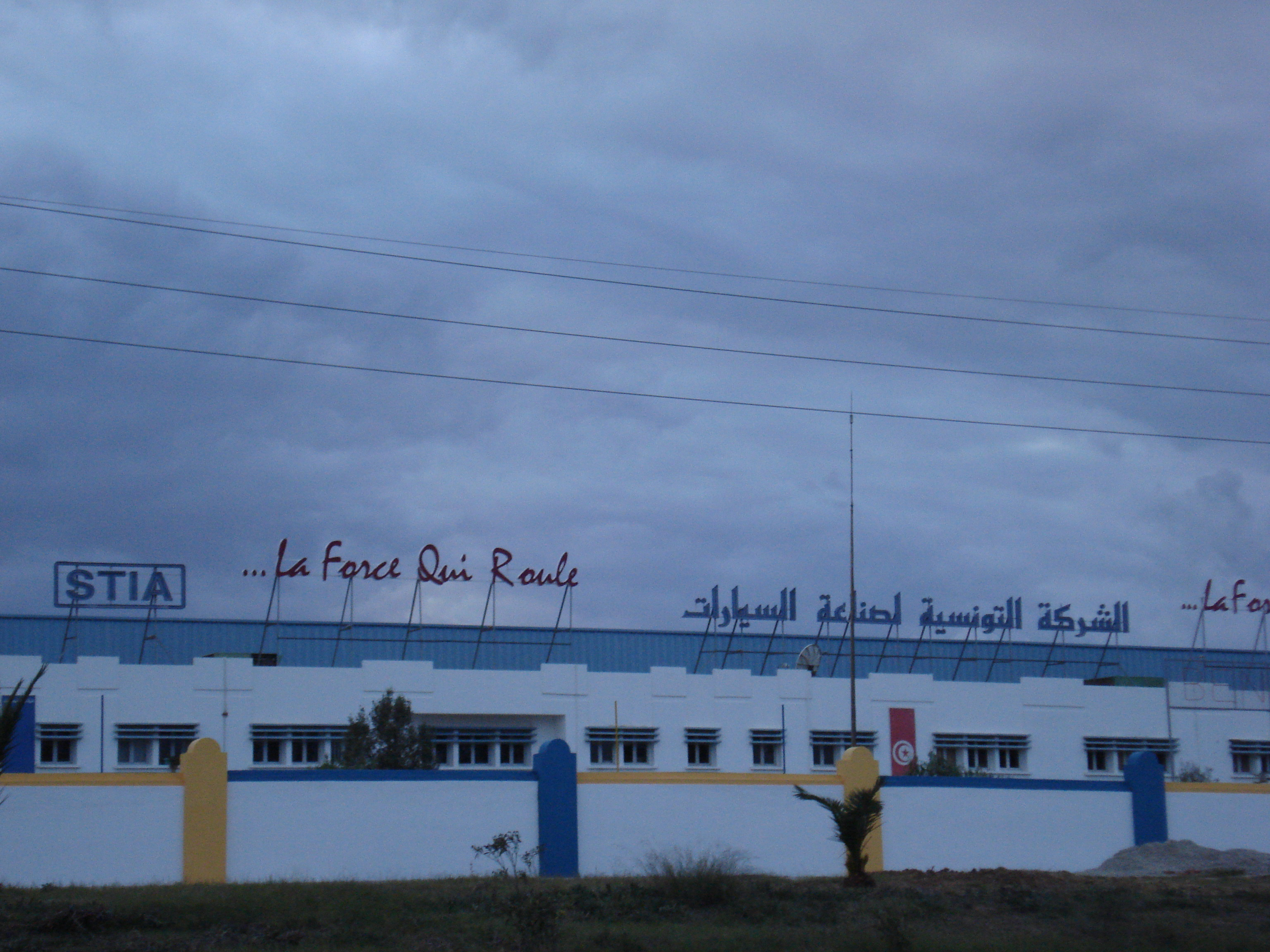
STIA-Werk

Die Société Tunisienne d'Industrie Automobile (kurz STIA) ist ein Automobil- und Nutzfahrzeughersteller in Tunesien mit Hauptsitz in Sousse.

## Geschichte
Die STIA wurde am 30. März 1961 gegründet. Im Januar 1964 begann die Montage des Renault 4.
Drei Jahre später wurden die ersten Nutzfahrzeuge gefertigt. Im Jahr 1972 schloss Citroën eine Vereinbarung über die Montage von 2 CV und 3 CV. Ebenso wurden Fahrzeuge von Peugeot montiert. Dazu zählten auch die Modelle 204 und 304, u. a. mit Dieselmotor. Anfang der 1980er Jahre wurde bei der STIA der Renault 5 montiert. Weitere Modelle waren Citroën LNA, Citroën Visa, Peugeot 305 und 504 Pick-up.
1987 erfolgte eine Umorientierung der Produktion. Mit einer Änderung des tunesischen Investitionsgesetzes wurde die Produktion von Personenkraftwagen und Lieferwagen eingestellt.
Das Unternehmen beschränkt sich – zusammen mit IMM in Kairouan und dem Unternehmen SETCAR – derzeit auf die Produktion von Bussen, Zugmaschinen und Lastwagen mit einer jährlichen Produktion von insgesamt 1500 Einheiten. Auftraggeber sind General Motors, Iveco, Ikarus, Renault und Scania. Im Jahr 2002 konnte eine Vereinbarung mit Daimler geschlossen werden.
Derzeit beschäftigt das Unternehmen 750 Mitarbeiter.